# Péter Szőke
Pour les articles homonymes, voir Szőke (homonymie).
Dans le nom hongrois Szőke Péter, le nom de famille précède le prénom, mais cet article utilise l’ordre habituel en français Péter Szőke, où le prénom précède le nom.
Péter Szőke, né le 8 août 1947 à Budapest et mort le 28 juillet 2022 en Allemagne, est un joueur de tennis professionnel hongrois.

## Carrière
Jamais titré en simple, Péter Szőke s'est cependant illustré en atteignant la finale du tournoi de Hambourg en 1971 en battant successivement Nikola Pilić, István Gulyás et Jan Kodeš avant d'être dominé par Andrés Gimeno. Dans les tournois amateurs, il compte un titre à Beaulieu-sur-Mer en 1971, Travemünde en 1972, ainsi qu'une finale lors des Championnats de Bavière en 1971. En 1973, il est quart de finaliste du tournoi de Rome où il écarte John Newcombe au deuxième tour. Sur le circuit Grand Prix, il atteint trois finales en double dont deux avec Balázs Taróczy.
Membre de l'équipe de Hongrie de Coupe Davis, il a participé à 27 rencontres entre 1967 et 1983. Il a connu ses principaux succès en double associé à Taróczy en se hissant en finale de la zone européenne en 1976 (battue par l'URSS) puis en 1978 après avoir éliminé l'Italie de Panatta en demi-finale, pourtant finaliste de la dernière édition.
Il devient entraîneur de tennis en 1983 et exerce au sein de sa propre école en Allemagne à Dinslaken avec ses deux fils.

## Palmarès

### Finales en simple messieurs
| No | Date       | Nom et lieu du tournoi                       | Catégorie | Dotation | Surface      | Vainqueur     | Score         |  |
| -- | ---------- | -------------------------------------------- | --------- | -------- | ------------ | ------------- | ------------- |  |
| 1  | 17-05-1971 | German International Championships, Hambourg |           | 25 000 $ | Terre (ext.) | Andrés Gimeno | 6-3, 6-2, 6-2 |  |
| 2  | 05-07-1971 | Bavarian Tennis Championships, Munich        |           | NC $     | Terre (ext.) | Juan Gisbert  | 6-2, 6-4, 6-4 |  |

### Finales en double messieurs
| No | Date       | Nom et lieu du tournoi                 | Catégorie | Dotation | Surface      | Vainqueurs                       | Partenaire       | Score         |  |
| -- | ---------- | -------------------------------------- | --------- | -------- | ------------ | -------------------------------- | ---------------- | ------------- |  |
| 1  | 12-02-1973 | Tournoi de tennis de Calgary Calgary   |           | 20 000 $ | Dur (int.)   | Mike Estep Ilie Năstase          | Szabolcs Baranyi | 6-7, 7-5, 6-3 |  |
| 2  | 03-05-1976 | Tournoi de tennis de Florence Florence |           | 30 000 $ | Terre (ext.) | Colin Dibley Carlos Kirmayr      | Balázs Taróczy   | 5-7, 7-5, 7-5 |  |
| 3  | 17-07-1978 | Swedish Open Båstad                    |           | 75 000 $ | Terre (ext.) | Robert Carmichael Mark Edmondson | Balázs Taróczy   | 7-5, 6-4      |  |

## Parcours dans les tournois duGrand Chelem

### En simple
| Année | Open d'Australie | Open d'Australie | Internationaux de France | Internationaux de France | Wimbledon       | Wimbledon         | US Open | US Open |
| ----- | ---------------- | ---------------- | ------------------------ | ------------------------ | --------------- | ----------------- | ------- | ------- |
| 1967  | —                | —                | 2e tour (1/32)           | Niki Pilić               | 1er tour (1/64) | N. Kalogeropoulos | —       | —       |
| 1968  | —                | —                | —                        | —                        | —               | —                 | —       | —       |
| 1969  | —                | —                | —                        | —                        | —               | —                 | —       | —       |
| 1970  | —                | —                | 3e tour (1/16)           | Jaime Fillol             | —               | —                 | —       | —       |
| 1971  | —                | —                | 1er tour (1/64)          | Terry Addison            | 1er tour (1/64) | Thomaz Koch       | —       | —       |
| 1972  | —                | —                | 2e tour (1/32)           | Frew McMillan            | 1er tour (1/64) | Hans Kary         | —       | —       |
| 1973  | 1er tour (1/64)  | Cliff Letcher    | 1er tour (1/64)          | H. Elschenbroich         | —               | —                 | —       | —       |
| 1974  | —                | —                | 1er tour (1/64)          | Attila Korpas            | 1er tour (1/64) | John Alexander    | —       | —       |
| 1975  | —                | —                | 2e tour (1/32)           | Björn Borg               | —               | —                 | —       | —       |

N.B. : à droite du résultat se trouve le nom de l'ultime adversaire.

### En double
| Année | Open d'Australie | Open d'Australie | Internationaux de France   | Internationaux de France      | Wimbledon                  | Wimbledon                 | US Open | US Open |
| ----- | ---------------- | ---------------- | -------------------------- | ----------------------------- | -------------------------- | ------------------------- | ------- | ------- |
| 1970  | —                | —                | 1er tour (1/32) G. Varga   | Arthur Ashe C. Pasarell       | —                          | —                         | —       | —       |
| 1971  | —                | —                | 1er tour (1/32) G. Varga   | I. Fletcher B. Phillips-Moore | 2e tour (1/16) S. Baranyi  | Arthur Ashe D. Ralston    | —       | —       |
| 1972  | —                | —                | 2e tour (1/16) S. Baranyi  | J.-C. Barclay Onny Parun      | 2e tour (1/16) S. Baranyi  | John Cooper Neale Fraser  | —       | —       |
| 1973  | —                | —                | —                          | —                             | —                          | —                         | —       | —       |
| 1974  | —                | —                | 1er tour (1/32) S. Baranyi | Arthur Ashe R. Tanner         | 1er tour (1/32) S. Baranyi | V. Gerulaitis Sandy Mayer | —       | —       |
| 1975  | —                | —                | —                          | —                             | 1er tour (1/32) B. Tarocsy | E. El Shafei Thomaz Koch  | —       | —       |

N.B. : le nom du ou de la partenaire se trouve sous le résultat ; le nom des ultimes adversaires se trouve à droite.